# Agnetina gladiata
Agnetina gladiata är en bäcksländeart som först beskrevs av Wu, C.F. 1962.  Agnetina gladiata ingår i släktet Agnetina och familjen jättebäcksländor. Inga underarter finns listade i Catalogue of Life.